# فيل والترز
فيل والترز (بالإنجليزية: Phil Walters)‏ هو سائق سيارة سباق أمريكي، ولد في 20 أبريل 1916 في نيويورك في الولايات المتحدة، وتوفي في 6 فبراير 2000 في هوموساسا ‏ في الولايات المتحدة.

## روابط خارجية
- فيل والترز على موقع DriverDB.com (الإنجليزية)